# خرمال بورشالي
خرمال بورشالي (الاسم العلمي: Diospyros burchellii) هو نوع من النباتات يتبع جنس الخرمال من الفصيلة الأبنوسية.